# Best of 2Pac
Best of 2Pac — посмертный релиз лучших хитов Тупака Шакура, выпущенный в 2007 году в двух частях: Thug и Life. Альбом содержит два невыпущенных трека — «Resist the Temptation» и «Dopefiend’s Diner».

## Thug

### Список композиций
1. «2 of Amerikaz Most Wanted»
2. «California Love»
3. «So Many Tears»
4. «I Ain't Mad at Cha»
5. «How Do U Want It»
6. «Trapped»
7. «Changes»
8. «Hail Mary»
9. «Unconditional Love»
10. «Dear Mama» (remix) (при участии: Anthony Hamilton)
11. «Resist the Temptation» (при участии: Amel Larrieux)

## Life

### Список композиций
1. «Definition of a Thug Nigga»
2. «Still Ballin'»
3. «Until the End of Time» (remix)
4. «Never Call U Bitch Again»
5. «They Don’t Give a Fuck about Us»
6. «Keep Ya Head Up»
7. «Ghetto Gospel»
8. «Brenda's Got a Baby»
9. «Thugz Mansion»
10. «When I Get Free»
11. «Dopefiend’s Diner»

## Чарты
| Годы | Альбом                          | Позиция в чарте | Позиция в чарте        | Позиция в чарте |
| Годы | Альбом                          | Billboard 200   | Top R&B/Hip-Hop Albums | Top Rap Albums  |
| ---- | ------------------------------- | --------------- | ---------------------- | --------------- |
| 2007 | The Best of 2Pac — Part 1: Thug | 65              | 13                     | 6               |
| 2007 | The Best of 2Pac — Part 2: Life | 77              | 15                     | 8               |